# Herman Krag
Herman Anton Jon Kaare Krag (30. oktober 1920 i Oslo – 21. april 1982 i Trondheim) var en norsk arkitekt. Han var barnebarn af våbenindustrimanden Ole Herman Krag og far til billedkunstneren Anne-Brit Krag.
Herman Krag begyndte sin uddannelse i Stuttgart og afsluttede den ved NTH i 1944. Han bosatte sig i Trondheim i 1947, blev ansat ved NTH i 1948 og var fra 1958 professor i boligbyggeri. Fra 1952 drev han parallelt sit eget arkitektfirma. 
Krag står bag en række karakteristiske bygninger i Trondheim: Nordenfjeldske Kunstindustrimuseum i Munkegata 5 (færdigbygget i 1968), Skatteetatens hus (tidligere Politihuset) i Kongens gate 87 (opført 1974), Bunnprisbyggeriet/Lykkegården i Munkegata 48, kontorbygningen til firmaet Bachke & Co/Trøndelag center for samtidskunsts galleri i Fjordgata 11 (opført 1972/1973), Berg studentby (opført 1956-1963, revet ned 2008/2009) og Moholt studentby (indflytningsklar i 1964). 
Krag var formand i Trondhjems arkitektforening og fylkesafdelingen af Fortidsminneforeningen.
Trondheim kommune har opkaldt en vej efter arkitekt Krag; Herman Krags veg, der forløber i Moholt studentby.